# Saison 1983-1984 des Celtics de Boston
La saison 1983-1984 des Celtics de Boston est la 38e saison de la franchise américaine de la National Basketball Association (NBA).
L'équipe remporte le titre de division et arrive en tête de la conférence Est, menée par Larry Bird, MVP de la saison régulière.
En playoffs, les Celtics battent les Bullets de Washington au premier tour, puis les Knicks de New York en demi-finale de conférence en sept matchs, pour se défaire des Bucks de Milwaukee en finale de conférence pour affronter les Lakers de Los Angeles en Finales NBA. Les Celtics vont remporter la série en sept matchs, remportant leur 15e titre NBA. Larry Bird est élu MVP des Finales.

## Draft
| Tour | Rang | Joueur       | Position | Nationalité | Provenance |
| ---- | ---- | ------------ | -------- | ----------- | ---------- |
| 1    | 21   | Greg Kite    | C        | États-Unis  | BYU        |
| 4    | 91   | Carlos Clark | SG       | États-Unis  | Ole Miss   |

## Classements de la saison régulière
| Conférence Est | Conférence Est         | Conférence Est | Conférence Est | Conférence Est |
| No             | Franchise              | Vic.           | Déf.           | PCT            |
| -------------- | ---------------------- | -------------- | -------------- | -------------- |
| 1              | Celtics de Boston      | 62             | 20             | 75.6           |
| 2              | Bucks de Milwaukee     | 50             | 32             | 61.0           |
| 3              | 76ers de Philadelphie  | 52             | 30             | 63.4           |
| 4              | Pistons de Détroit     | 49             | 33             | 59.8           |
| 5              | Knicks de New York     | 47             | 35             | 57.3           |
| 6              | Nets du New Jersey     | 45             | 37             | 54.9           |
| 7              | Hawks d'Atlanta        | 40             | 42             | 48.8           |
| 8              | Bullets de Washington  | 35             | 47             | 42.7           |
|                |                        |                |                |                |
| 9              | Cavaliers de Cleveland | 28             | 54             | 34.1           |
| 10             | Bulls de Chicago       | 27             | 55             | 32.9           |
| 11             | Pacers de l'Indiana    | 26             | 56             | 31.7           |

| Division Atlantique   | V  | D  | PCT  | GB |
| --------------------- | -- | -- | ---- | -- |
| Celtics de Boston     | 62 | 20 | 75.6 | -  |
| 76ers de Philadelphie | 52 | 30 | 63.4 | 10 |
| Knicks de New York    | 47 | 35 | 57.3 | 15 |
| Nets du New Jersey    | 45 | 37 | 54.9 | 17 |
| Bullets de Washington | 35 | 47 | 42.7 | 27 |

## Effectif
| Numéro | Joueur           | Position | Provenance               |
| ------ | ---------------- | -------- | ------------------------ |
| 00     | Robert Parish    | C        | Centenary (LA)           |
| 3      | Dennis Johnson   | SG       | Pepperdine               |
| 20     | Scott Wedman     | SF       | Colorado                 |
| 28     | Quinn Buckner    | PG       | Indiana                  |
| 30     | M.L. Carr        | SF       | Guilford College         |
| 31     | Cedric Maxwell   | SF       | UNC Charlotte            |
| 32     | Kevin McHale     | PF       | Minnesota                |
| 33     | Larry Bird       | PF       | Indiana State University |
| 40     | Carlos Clark     | SG       | Ole Miss                 |
| 43     | Gerald Henderson | PG       | Virginia Commonwealth    |
| 44     | Danny Ainge      | SG       | BYU                      |
| 50     | Greg Kite        | C        | BYU                      |

## Campagne de playoffs

### Premier tour
(1) Celtics de Boston vs. (8) Bullets de Washington : Boston remporte la série 3-1
- Game 1 @ Boston Garden, Boston (17 avril) : Boston 91 - 83 Washington
- Game 2 @ Boston Garden, Boston (19 avril) : Boston 88 - 85 Washington
- Game 3 @ Capital Centre, Landover (21 avril) : Washington 111 - 108 Boston (OT)
- Game 4 @ Capital Centre, Landover (24 avril) : Boston 99 - 96 Washington

### Demi-finale de conférence
(1) Celtics de Boston vs. (5) Knicks de New York : Boston remporte la série 4-3
- Game 1 @ Boston Garden, Boston (29 avril) : Boston 110 - 92 New York
- Game 2 @ Boston Garden, Boston (2 mai) : Boston 116 - 102 New York
- Game 3 @ Madison Square Garden, New York (4 mai) : New York 100 - 92 Boston
- Game 4 @ Madison Square Garden, New York (6 mai) : New York 118 - 113 Boston
- Game 5 @ Boston Garden, Boston (9 mai) : Boston 121 - 99 New York
- Game 6 @ Madison Square Garden, New York (11 mai) : New York 106 - 104 Boston
- Game 7 @ Boston Garden, Boston (13 mai) : Boston 121 - 104 New York

### Finale de conférence
(1) Celtics de Boston vs. (2) Bucks de Milwaukee: Boston remporte la série 4-1
- Game 1 @ Boston Garden, Boston (15 mai) : Boston 119 - 96 Milwaukee
- Game 2 @ Boston Garden, Boston (17 mai) : Boston 125 - 100 Milwaukee
- Game 3 @ The MECCA, Milwaukee (19 mai) : Boston 109 - 100 Milwaukee
- Game 4 @ The MECCA, Milwaukee (21 mai) : Milwaukee 122 - 113 Boston
- Game 5 @ Boston Garden, Boston (23 mai) : Boston 115 - 108 Milwaukee

### Finales NBA
(E1) Celtics de Boston vs. (W1) Lakers de Los Angeles : Boston remporte la série 4-3

#### Tableau
|                       | Match 1 | Match 2  | Match 3 | Match 4 | Match 5 | Match 6 | Match 7 | Score final |
| Celtics de Boston     | 109     | 124 (ap) | 104     | 129(ap) | 121     | 108     | 111     | 4           |
| Lakers de Los Angeles | 115     | 121      | 137     | 125     | 103     | 119     | 102     | 3           |

Les scores en couleur représentent l'équipe à domicile. Le score du match en gras est le vainqueur du match.

#### Match 1
| 27 mai 1984 | Rapport | Lakers de Los Angeles 115, Celtics de Boston 109              | Lakers de Los Angeles 115, Celtics de Boston 109 | Lakers de Los Angeles 115, Celtics de Boston 109 |  | Boston Garden, Boston Affluence : 14 890 Arbitres : No. 25 Hugh Evans No. 8 John Vanak | CBS |
| 27 mai 1984 | Rapport | Score par quart-temps : 34–22, 31–30, 27–36, 23–21            |                                                  |                                                  |  | Boston Garden, Boston Affluence : 14 890 Arbitres : No. 25 Hugh Evans No. 8 John Vanak | CBS |
| 27 mai 1984 | Rapport | Kareem Abdul-Jabbar 32 Kareem Abdul-Jabbar 8 Magic Johnson 10 | Points Rebonds Passes d.                         | Kevin McHale 25 Larry Bird 14 Larry Bird 5       |  | Boston Garden, Boston Affluence : 14 890 Arbitres : No. 25 Hugh Evans No. 8 John Vanak | CBS |
| 27 mai 1984 | Rapport | Los Angeles mène la série 1 à 0                               |                                                  |                                                  |  | Boston Garden, Boston Affluence : 14 890 Arbitres : No. 25 Hugh Evans No. 8 John Vanak | CBS |

Les Lakers débutent la série de matchs avec une victoire 115-109 sur les Celtics au Boston Garden.

#### Match 2
| 31 mai 1984 | Rapport | Lakers de Los Angeles 121, Celtics de Boston 124              | Lakers de Los Angeles 121, Celtics de Boston 124 | Lakers de Los Angeles 121, Celtics de Boston 124 | OT | Boston Garden, Boston Affluence : 14 890 Arbitres : No. 14 Jack Madden No. 11 Jake O'Donnell | CBS |
| 31 mai 1984 | Rapport | Score par quart-temps : 26–37, 33–25, 28–29, 26–23, OT : 8-11 |                                                  |                                                  | OT | Boston Garden, Boston Affluence : 14 890 Arbitres : No. 14 Jack Madden No. 11 Jake O'Donnell | CBS |
| 31 mai 1984 | Rapport | James Worthy 29 Kareem Abdul-Jabbar 8 Magic Johnson 10        | Points Rebonds Passes d.                         | Larry Bird 27 Larry Bird 13 Ainge, Henderson 5   | OT | Boston Garden, Boston Affluence : 14 890 Arbitres : No. 14 Jack Madden No. 11 Jake O'Donnell | CBS |
| 31 mai 1984 | Rapport | Égalité dans la série 1 à 1                                   |                                                  |                                                  | OT | Boston Garden, Boston Affluence : 14 890 Arbitres : No. 14 Jack Madden No. 11 Jake O'Donnell | CBS |

Lors du recon match, les Lakers mènent 113-111 avec 18 secondes restantes, lorsque Gerald Henderson intercepte le ballon sur une passe de James Worthy pour égaliser à 113-113, envoyant le match en prolongation. Puis les Celtics vont remporter ce match 124-121 après prolongation.

#### Match 3
| 3 juin 1984 | Rapport | Celtics de Boston 104, Lakers de Los Angeles 137   | Celtics de Boston 104, Lakers de Los Angeles 137 | Celtics de Boston 104, Lakers de Los Angeles 137         |  | Great Western Forum, Inglewood Affluence : 17 505 Arbitres : No. 22 Paul Mihalik No. 12 Earl Strom | CBS |
| 3 juin 1984 | Rapport | Score par quart-temps : 26–29, 20–28, 33–47, 25–33 |                                                  |                                                          |  | Great Western Forum, Inglewood Affluence : 17 505 Arbitres : No. 22 Paul Mihalik No. 12 Earl Strom | CBS |
| 3 juin 1984 | Rapport | Larry Bird 30 Robert Parish 12 Cedric Maxwell 5    | Points Rebonds Passes d.                         | Kareem Abdul-Jabbar 24 Magic Johnson 11 Magic Johnson 21 |  | Great Western Forum, Inglewood Affluence : 17 505 Arbitres : No. 22 Paul Mihalik No. 12 Earl Strom | CBS |
| 3 juin 1984 | Rapport | Los Angeles mène la série 2 à 1                    |                                                  |                                                          |  | Great Western Forum, Inglewood Affluence : 17 505 Arbitres : No. 22 Paul Mihalik No. 12 Earl Strom | CBS |

Dans ce troisième match, les Lakers remportent facilement le match 137-104, avec Magic Johnson distribuant 21 passes décisives. Après le match, Larry Bird déclare que les membres de l'équipe se sont comportées comme des "chochottes", dans l'optique de créer une révolte pour le match suivant.

#### Match 4
| 6 juin 1984 | Rapport | Celtics de Boston 129, Lakers de Los Angeles 125               | Celtics de Boston 129, Lakers de Los Angeles 125 | Celtics de Boston 129, Lakers de Los Angeles 125         | OT | Great Western Forum, Inglewood Affluence : 17 505 Arbitres : No. 10 Darell Garretson No. 20 Jess Kersey No. 12 Earl Strom [alternate] | CBS |
| 6 juin 1984 | Rapport | Score par quart-temps : 32–33, 26–35, 30–22, 25–23, OT : 16-12 |                                                  |                                                          | OT | Great Western Forum, Inglewood Affluence : 17 505 Arbitres : No. 10 Darell Garretson No. 20 Jess Kersey No. 12 Earl Strom [alternate] | CBS |
| 6 juin 1984 | Rapport | Larry Bird 29 Larry Bird 21 Dennis Johnson 14                  | Points Rebonds Passes d.                         | Kareem Abdul-Jabbar 32 Magic Johnson 11 Magic Johnson 17 | OT | Great Western Forum, Inglewood Affluence : 17 505 Arbitres : No. 10 Darell Garretson No. 20 Jess Kersey No. 12 Earl Strom [alternate] | CBS |
| 6 juin 1984 | Rapport | Égalité dans la série 2 à 2                                    |                                                  |                                                          | OT | Great Western Forum, Inglewood Affluence : 17 505 Arbitres : No. 10 Darell Garretson No. 20 Jess Kersey No. 12 Earl Strom [alternate] | CBS |

Dans le quatrième match, les Lakers possèdent 5 poi's d'avance avec moins d'une minute à jouer, mais une succession d'erreurs de possession permet au Celtics de revenir au score et de remporter le match en prolongation, 129-125.

#### Match 5
| 8 juin 1984 | Rapport | Lakers de Los Angeles 103, Celtics de Boston 121   | Lakers de Los Angeles 103, Celtics de Boston 121 | Lakers de Los Angeles 103, Celtics de Boston 121 |  | Boston Garden, Boston Affluence : 14 890 Arbitres : No. 25 Hugh Evans No. 12 Earl Strom No. 9 John Vanak [alternate] | CBS |
| 8 juin 1984 | Rapport | Score par quart-temps : 26–26, 27–29, 24–33, 26–33 |                                                  |                                                  |  | Boston Garden, Boston Affluence : 14 890 Arbitres : No. 25 Hugh Evans No. 12 Earl Strom No. 9 John Vanak [alternate] | CBS |
| 8 juin 1984 | Rapport | James Worthy 22 Kurt Rambis 9 Magic Johnson 13     | Points Rebonds Passes d.                         | Larry Bird 34 Larry Bird 17 Gerald Henderson 9   |  | Boston Garden, Boston Affluence : 14 890 Arbitres : No. 25 Hugh Evans No. 12 Earl Strom No. 9 John Vanak [alternate] | CBS |
| 8 juin 1984 | Rapport | Boston mène la série 3 à 2                         |                                                  |                                                  |  | Boston Garden, Boston Affluence : 14 890 Arbitres : No. 25 Hugh Evans No. 12 Earl Strom No. 9 John Vanak [alternate] | CBS |

Dans ce cinquième match, les Celtics prennent l'avantage 3-2 dans la série avec une performance de 34 points de Larry Bird. Le match est surnommé le "Heat Game", puisque la température intérieure de la salle atteint 36°C, et cela sans air climatisé au Boston Garden.

#### Match 6
| 10 juin 1984 | Rapport | Celtics de Boston 108, Lakers de Los Angeles 119   | Celtics de Boston 108, Lakers de Los Angeles 119 | Celtics de Boston 108, Lakers de Los Angeles 119               |  | Great Western Forum, Inglewood Affluence : 17 505 Arbitres : No. 14 Jack Madden No. 11 Jake O'Donnell | CBS |
| 10 juin 1984 | Rapport | Score par quart-temps : 33–29, 32–30, 22–24, 21–36 |                                                  |                                                                |  | Great Western Forum, Inglewood Affluence : 17 505 Arbitres : No. 14 Jack Madden No. 11 Jake O'Donnell | CBS |
| 10 juin 1984 | Rapport | Larry Bird 28 Larry Bird 14 Larry Bird 8           | Points Rebonds Passes d.                         | Kareem Abdul-Jabbar 30 Kareem Abdul-Jabbar 10 Magic Johnson 10 |  | Great Western Forum, Inglewood Affluence : 17 505 Arbitres : No. 14 Jack Madden No. 11 Jake O'Donnell | CBS |
| 10 juin 1984 | Rapport | Égalité dans la série 3 à 3                        |                                                  |                                                                |  | Great Western Forum, Inglewood Affluence : 17 505 Arbitres : No. 14 Jack Madden No. 11 Jake O'Donnell | CBS |

Dans le sixième match, les Lakers égalisent dans la série avec une victoire 119-108. Durant le match, les Lakers répondent à la tactique brutale des Celtics lorsque James Worthy bouscule Cedric Maxwell dans la structure du panier. Après le match, un fan des Lakers jète une bière sur M. L. Carr qui quittait le parquet, ce qui l’a amené à étiqueter la série "all-out-war".

#### Match 7
| 12 juin 1984 | Rapport | Lakers de Los Angeles 102, Celtics de Boston 111   | Lakers de Los Angeles 102, Celtics de Boston 111 | Lakers de Los Angeles 102, Celtics de Boston 111    |  | Boston Garden, Boston Affluence : 14 890 Arbitres : No. 10 Darell Garretson No. 12 Earl Strom | CBS |
| 12 juin 1984 | Rapport | Score par quart-temps : 30–30, 22–28, 26–33, 24–20 |                                                  |                                                     |  | Boston Garden, Boston Affluence : 14 890 Arbitres : No. 10 Darell Garretson No. 12 Earl Strom | CBS |
| 12 juin 1984 | Rapport | James Worthy 22 Kurt Rambis 9 Magic Johnson 15     | Points Rebonds Passes d.                         | Cedric Maxwell 24 Robert Parish 16 Cedric Maxwell 8 |  | Boston Garden, Boston Affluence : 14 890 Arbitres : No. 10 Darell Garretson No. 12 Earl Strom | CBS |
| 12 juin 1984 | Rapport | Boston gagne la série 4 à 3                        |                                                  |                                                     |  | Boston Garden, Boston Affluence : 14 890 Arbitres : No. 10 Darell Garretson No. 12 Earl Strom | CBS |

Dans le match décisif, les Celtics sont menés par Cedric Maxwell, qui a inscrit 24 points, 8 rebonds et 8 passes décisives pour remporter l'ultime victoire 111-102. Dans le match, les Lakers sont tout de même remontés d’un déficit de 14 points à une minute de la fin du match. Larry Bird est nommé MVP des Finales.
La série est la huitième confrontation dans l’histoire de la NBA, où les Celtics et les Lakers s'affrontent en Finales NBA, avec Boston gagnant à chaque fois.

## Statistiques

### Saison régulière
| Joueur           | MJ | MC | MPG  | FG%  | 3P%  | FT%  | RPG  | APG | SPG | BPG | PPG  |
| ---------------- | -- | -- | ---- | ---- | ---- | ---- | ---- | --- | --- | --- | ---- |
| Danny Ainge      | 71 | 3  | 16.3 | .460 | .273 | .821 | 1.6  | 2.3 | 0.6 | 0.1 | 5.4  |
| Larry Bird       | 79 | 77 | 38.3 | .492 | .247 | .888 | 10.1 | 6.6 | 1.8 | 0.9 | 24.2 |
| Quinn Buckner    | 79 | 0  | 15.8 | .427 | .000 | .649 | 1.7  | 2.7 | 1.1 | 0.0 | 4.1  |
| M.L. Carr        | 60 | 1  | 9.8  | .409 | .200 | .875 | 1.3  | 0.8 | 0.3 | 0.1 | 3.1  |
| Carlos Clark     | 31 | 0  | 4.1  | .365 | .000 | .889 | 0.5  | 0.5 | 0.3 | 0.0 | 1.7  |
| Gerald Henderson | 78 | 78 | 26.8 | .524 | .351 | .768 | 1.9  | 3.8 | 1.5 | 0.2 | 11.6 |
| Dennis Johnson   | 80 | 78 | 33.3 | .437 | .125 | .852 | 3.5  | 4.2 | 1.2 | 0.7 | 13.2 |
| Greg Kite        | 35 | 1  | 5.6  | .455 |      | .313 | 1.8  | 0.2 | 0.0 | 0.1 | 1.9  |
| Cedric Maxwell   | 80 | 78 | 31.3 | .532 | .167 | .753 | 5.8  | 2.6 | 0.8 | 0.3 | 11.9 |
| Kevin McHale     | 82 | 10 | 31.4 | .556 | .333 | .765 | 7.4  | 1.3 | 0.3 | 1.5 | 18.4 |
| Robert Parish    | 80 | 79 | 35.8 | .546 |      | .745 | 10.7 | 1.7 | 0.7 | 1.5 | 19.0 |
| Scott Wedman     | 68 | 5  | 13.5 | .444 | .154 | .829 | 2.0  | 1.0 | 0.4 | 0.1 | 4.8  |

### Playoffs
| Joueur           | MJ | MC | MPG  | FG%  | 3P%  | FT%  | RPG  | APG | SPG | BPG | PPG  |
| ---------------- | -- | -- | ---- | ---- | ---- | ---- | ---- | --- | --- | --- | ---- |
| Danny Ainge      | 19 |    | 13.3 | .456 | .222 | .700 | 0.8  | 2.0 | 0.5 | 0.1 | 4.8  |
| Larry Bird       | 23 |    | 41.8 | .524 | .412 | .879 | 11.0 | 5.9 | 2.3 | 1.2 | 27.5 |
| Quinn Buckner    | 23 |    | 11.7 | .405 | .000 | .545 | 1.5  | 1.2 | 0.6 | 0.0 | 3.3  |
| M.L. Carr        | 16 |    | 5.1  | .406 | .333 | .909 | 0.5  | 0.3 | 0.4 | 0.0 | 2.4  |
| Carlos Clark     | 8  |    | 2.5  | .400 |      | .500 | 0.1  | 0.1 | 0.1 | 0.3 | 1.1  |
| Gerald Henderson | 23 |    | 26.8 | .485 | .273 | .720 | 2.3  | 4.2 | 1.5 | 0.0 | 12.5 |
| Dennis Johnson   | 22 |    | 36.7 | .404 | .429 | .867 | 3.6  | 4.4 | 1.1 | 0.3 | 16.6 |
| Greg Kite        | 11 |    | 3.5  | .125 |      | .833 | 0.8  | 0.3 | 0.0 | 0.1 | 0.6  |
| Cedric Maxwell   | 23 |    | 32.7 | .503 | .000 | .779 | 5.2  | 2.4 | 1.0 | 0.3 | 11.9 |
| Kevin McHale     | 23 |    | 30.5 | .504 | .000 | .777 | 6.2  | 1.2 | 0.1 | 1.5 | 14.8 |
| Robert Parish    | 23 |    | 37.8 | .478 |      | .646 | 10.8 | 1.2 | 1.0 | 1.8 | 14.9 |
| Scott Wedman     | 17 |    | 13.3 | .417 | .571 | .500 | 2.8  | 1.0 | 0.4 | 0.0 | 5.2  |